# Nyamaronge
Nyamaronge är ett vattendrag i Burundi.   Det ligger i provinsen Kayanza, i den centrala delen av landet, 50 km nordost om huvudstaden Bujumbura.
Omgivningarna runt Nyamaronge är en mosaik av jordbruksmark och naturlig växtlighet. Runt Nyamaronge är det tätbefolkat, med 369 invånare per kvadratkilometer.